# Frères tchèques

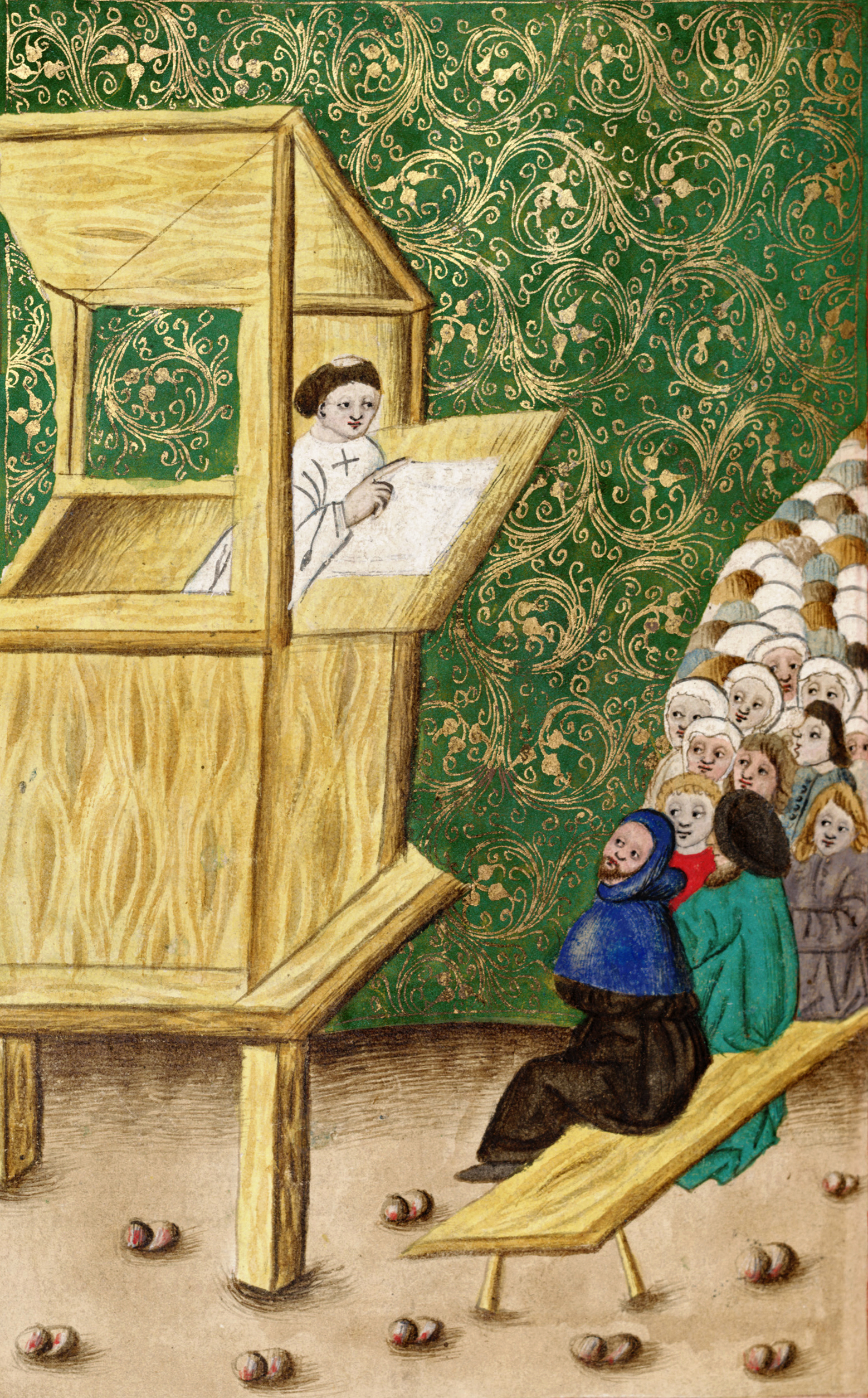
Jean Hus, principale référence théologique des Frères tchèques.

Les différentes Églises tchèques portant dans leur titre cette expression de Frères tchèques sont les héritières protestantes de l'Église hussite du XVe siècle, dressée par la prédication de Jan Hus (1378-1415). À ce titre, elles font partie des plus anciennes églises protestantes du monde, devançant Martin Luther d'un siècle.
Après l'exécution de Jan Hus à Constance, les protestants (Hussites) sont rapidement devenus la force dominante dans le Royaume tchèque pendant plusieurs siècles, jusqu'à ce que la Bohême devienne dominée par les Habsbourg catholiques après 1620.

## Présence
Les églises qui tirent aujourd'hui de cette tradition sont les Frères Tchèques en Tchéquie, les Frères Moraves du monde (en particulier dans les anciennes colonies protestantes comme les États-Unis (Moravian Church), la Jamaïque, le Surinam, le Nicaragua côtier (Iglesia Morava) ainsi qu'une grande communauté en Afrique.
Elles ont signé en 1973 la Concorde de Leuenberg établissant la pleine communion entre Églises luthériennes, réformées et apparentées d'Europe.

## Traditions
Le mouvement a été très influencé par Petr Chelčický, qui se démarquait des autres hussites : contrairement aux radicaux taborites, il prônait la non-résistance au mal et à l'oppression ; mais contrairement aux utraquistes compromis avec Rome, il formaient une communauté plus repliée et idéaliste, excluant notamment la propriété individuelle. Ce dernier aspect va cependant vite s'atténuer à mesure que des richesses sont accumulées, et aura disparu à la fin du XVe siècle.
On trouve une trace de cette Église dans la correspondance de Jan Šlechta avec Érasme.
Selon cette source, les évêques étaient des laïcs avec femmes et enfants, célébrant la messe sans habits sacerdotaux. Ils utilisaient du pain avec levain pour l'eucharistie et la seule prière qu'ils exécutaient était le Notre Père. En effet, contrairement aux catholiques, ils n'accordaient aucune attention aux vœux faits aux saints ainsi qu'aux prières pour les morts ; la confession était à leurs yeux inutile.
Cette communauté est apparentée à celle des Frères moraves, également issue de la prédication de Jean Hus mais composée de réfugiés regroupés en Saxe à la suite des persécutions religieuses à leur encontre. Les deux dénominations sont aujourd'hui rassemblées dans la communion Unitas Fratrum ("unité des frères").